# Milanovac (Velika)
Milanovac es una localidad de Croacia situada en el municipio de Velika, en el condado de Požega-Eslavonia. Según el censo de 2021, tiene una población de 35 habitantes.

## Demografía
| Gráfica de población de Milanovac 1857-2021                        |
|                                                                    |
| Según los censos de población de la Oficina de Estadísticas Croata |